# Страна чудес смертников
«Страна чудес смертников» (яп. デッドマンワンダーランド Дэддоман ванда:рандо, Deadman Wonderland) — манга Дзинсэя Катаоки, иллюстрированная Кадзумой Кондо и публиковавшаяся в журнале Shonen Ace с 2007 по 2013 год. Другой известной совместной работой двух авторов является манга-адаптация аниме-сериала Eureka 7. В Северной Америке манга была лицензирована компанией Tokyopop, вплоть до закрытия американского отделения компанией было издано 5 томов манги.

## Сюжет
Основному развитию сюжета манги предшествует сообщение о сильном землетрясении (яп. 東京大震災 то:кё: дайсинсай), погрузившем 70 % территории Токио под воду.
Спустя десять лет после этих событий, в 2023 году, Ганта Игараси, ученик средней школы, живёт обычной жизнью подростка, не вспоминая о катастрофах прошлого. Однако всё вокруг него меняется в одно мгновение — таинственный Красный Человек убивает всех его одноклассников, а в грудь юноши стреляет загадочным красным кристаллом. Через несколько дней после кровавой резни Ганта объявляется единственным подозреваемым, а затем приговаривается к смерти и отправляется в тюрьму «Страна чудес смертников», где каждый заключённый вынужден развлекать посетителей своим участием в смертельно опасных аттракционах.
Пытаясь выжить в тюрьме, Ганта всё больше зацикливается на мести Красному Человеку и пытается отыскать его, чтобы доказать свою невиновность. Со временем он находит в себе странную способность управления формой крови, благодаря чему та может быть преобразована в оружие, к примеру большое лезвие или острую стреляющую иглу, а затем узнаёт, что таких как он, смертников, очень много.
Ганта вынужден принимать участие в Карнавале Мертвечины, где смертники в присутствии анонимных зрителей сражаются между собой. В такой обстановке с некоторыми он дружит, с некоторыми нет, но не оставляет надежды отыскать Красного Человека и узнать тайны, которые скрывает руководство тюрьмы.

## Элементы мира

### Краткий словарь терминов
- Ветвь Греха (яп. 罪の枝 Цуми но эда) — особая способность управления формой собственной крови.
  - Источник Греха (яп. 原罪 гэндзай), также Злосчастное Яйцо (яп. レチッドエッグ рэтиддо эггу, англ. Wretched Egg) — загадочный Красный Человек, первый обладатель, источник и распространитель Ветви Греха.
  - Смертник (яп. デッドマン дэддоман) — человек, обладающий Ветвью Греха. Для управления собственной кровью он должен для начала пустить её (каким-либо образом ранив себя). При этом растрата крови не должна быть большой — иначе из-за кровопотери наступает анемия, и смертник может умереть.
  - Безымянный Червь — проявитель силы Ветви Греха в смертнике, обычно это особый красный кристалл, каким-либо образом попавший в тело.
  - Пожиратель Червя — особое оружие гробовщиков, которое нейтрализует действие Ветви Греха; не работает против смертников, Ветвь Греха которых достигает скорости звука.
- Страна чудес смертников — полностью приватизированная тюрьма.
  - Сектор G — секретные помещения в тюрьме «Страна чудес смертников», в которых содержатся смертники и проводятся эксперименты над ними.
  - Карнавал Мертвечины (яп. 死肉祭 синики сай) — бои между смертниками, проводящиеся в Секторе G.
  - Матушка Гусыня — система, управляемая суперкомпьютером, излучает звуковые колебания, подавляющие силу и жажду убийства Красного Человека.
  - Кастовые баллы (яп. カストポイント касуто поинто, CP (англ. Cast Point)) — «тюремная валюта», за которую можно купить практически всё, что угодно.

### Тюрьма «Страна чудес смертников»
«Страна чудес смертников» — тюрьма, построенная в Токио после разрушительного землетрясения в качестве места заключения для всех преступников Японии, и в то же время с целью собрать деньги на восстановление столицы за счёт туристов. Она представляет собой парк развлечений, где аттракционами являются смертельно опасные игры на выживание, в которых и участвуют заключённые. Любые увечья и смерти во время таких игр называют бутафорскими.
К каждому заключённому по его прибытии прикрепляют специальное устройство, напоминающее нечто среднее между ошейником и воротником и позволяющее отслеживать его перемещения. Оно обладает и другим свойством — постоянно посылает в тело носителя порции яда, противоядием которому служит леденец, который необходимо съедать каждые 3 дня. Такие леденцы можно получить, заработав кастовые баллы трудом либо выигрывая конкурсы и испытания с определённым призовым фондом. Стоимость спасительной конфетки — 100 000 баллов. Также за баллы заключённым может быть продано всё, начиная от сигарет и дополнительной порции на обед и заканчивая уютной мебелью для камеры содержания, а в исключительных случаях даже свободой.
Охранникам предоставлена практически полная свобода, из-за чего попытка бунта или неповиновения зачастую заканчивается кровопролитием. Тем не менее большинство заключённых пользуется относительной свободой — им частично разрешено передвижение по территории тюрьмы.
Несмотря на статус открытого объекта, в «Стране чудес смертников» есть много секретных помещений, к примеру Сектор G, где содержатся смертники, люди, обладающие уникальными способностями, а также находятся многочисленные лаборатории и залы для экспериментов.

### Карнавал Мертвечины
Карнавал Мертвечины (англ. Carnival Corpse) — тайный аттракцион тюрьмы «Страна чудес смертников», представляющий собой дуэль смертников, людей, обладающих способностью «Ветвь Греха», позволяющей им управлять собственной кровью, превращая её в оружие. Победители награждаются заветным леденцом и огромным количеством призовых очков. Проигравших же отправляют в лабораторию, где у них изымают один из органов, будь то глаз, почка или лёгкое — что конкретно, случайным образом определяет игровой автомат.

## Персонажи

### Главные
- Ганта Игараси (яп. 五十嵐 丸太 Игараси Ганта) по прозвищу Дятел

Сэйю — Роми Паку
Главный персонаж манги. Был обычным четырнадцатилетним учеником средней школы до тех пор, пока весь его класс не перерезал Красный Человек, при этом всадившему ему в грудь кристалл. Невиновный Ганта был приговорён к смерти и отправлен в тюрьму «Страна чудес смертников». Вскоре после этого он обнаружил в себе странную способность изменения формы крови, Ветвь Греха, полученную, как он думает, вместе с кристаллом. Вскоре он узнаёт, что таких, как он, смертников, очень много, и в особом месте тюрьмы, Секторе G, они вынуждены сражаться с себе подобными, таким образом участвуя в ужасных экспериментах руководства «Страны чудес смертников». Вместе с группой «Цепи свободы» участвовал в плане по передаче обществу аудио и видеоинформации о зверствах в тюрьме. В 36 главе манги он и Сиро признаются друг другу в любви.
Мать Ганты — Сораэ Игараси — проводила исследования на Сиро. Именно она вместе с Ринъитиро Хагирэ создала Первородный Грех, вторую личность Сиро.
Его сильнейшей способностью является умение собирать кровь в кулак (т. н. «Ганта-пушка») и выстреливать ею в противника, что, правда, не эффективно при больших расстояниях, и к тому же повышает вероятность большой кровопотери. Благодаря тренировкам с Киёмасой Ганте удалось повысить убойность таких «снарядов». Со временем он создал приём, который не мог скопировать даже Тото Сакигами.
- Сиро (яп. シロ)

Сэйю — Кана Ханадзава
Красноглазая девушка-альбинос, с которой встретился Ганта уже в первый день своего заключения в тюрьме.
Она всегда одета в плотно облегающий тело костюм, прикрывающий многочисленные шрамы, полученные при медицинских экспериментах Сораэ Игараси — матери Ганты, специалиста Национального центра здоровья и медицины. Окружающим её поведение кажется исключительно детским и легкомысленным. Однако Сиро обладает превосходными физическими данными, что часто выручает её и других. По словам девушки, она с раннего детства знакома с Гантой, хотя тот этого и не помнит (в тюрьме память об этом начинает возвращаться к Ганте). В «Стране чудес смертников» она проявляет заботу о Ганте, спасая его из многих неприятных ситуаций.
Главной и самой страшной тайной девушки является то, что она и есть тот самый Красный человек, которого ищет Ганта. Благодаря системе «Матушка Гусыня», излучающей колыбельную, в ней подавляется инстинкт убийцы. Однако в случае отключения суперкомпьютера Сиро становится кровожадным маньяком. В таком состоянии она любит надевать красный доспех, закрывающий практически всё тело, из-за чего её невозможно в нём опознать. Форма доспеха связана с героем мультсериала, которого в детстве очень любил Ганта.
Когда Сиро была маленькой, она подвергалась медицинским экспериментам, при которых в её тело вводились различные вирусы. Во время одного из таких экспериментов при введении очень болезненного препарата личность Сиро раздвоилась. Так и появился Красный Человек.

### Второстепенные

#### Обитатели Сектора G
- Киёмаса Сэндзи (яп. 千地 清正 Сэндзи Киёмаса) по прозвищу Ворон

Сэйю — Масаюки Като
Смертник, сначала противник, а затем и друг Ганты. Бывший полицейский.
Киёмаса — высокий и крепкий человек, спортсмен, чья Ветвь Греха способна принимать вид гигантской острейшей косы или лезвия (т. н. «Когти Ворона»), которой он и сражается. Именно он стал первым соперником Ганты на Карнавале Мертвечины, и, согласно правилам, проиграв, лишился одного из органов своего тела — правого глаза. Однако после этого ужасного случая они становятся друзьями и Ворон даже тренирует Дятла в умении обращаться с Ветвью Греха.
Он часто смущается при появлении девушек в откровенных, по его мнению, нарядах, к примеру, в мини-юбке или с большим декольте — несколько раз в связи с этим делал замечание Сиро и Минацуки.
- Ё Таками (яп. 鷹見 羊 Таками Ё:)

Сэйю — Юки Кадзи
Клептоман и информатор Цунэнаги Тамаки, которым был нанят, чтобы следить за Гантой. Хотя Ё в некоторой степени дружелюбен и вежлив, однако большую часть его натуры составляют безжалостность, интриги и параноидальное служение в качестве шпиона.
В отличие от других заключённых, он намеренно дал себя схватить, чтобы впоследствии отыскать в «Стране чудес смертников» сестру Минацуки, надеясь выкупить её на заработанные баллы, ради которых и пошёл на сделку с Тамаки. Его братские чувства к ней теплы и искренни, несмотря на то, что с окружающими Минацуки зачастую ведёт себя по-хамски.
- Минацуки Таками (яп. 鷹見 水名月 Таками Минацуки) по прозвищу Колибри

Сэйю — Иори Номидзу
Смертница, младшая сестра Ё Таками.
Когда Ганта встречает её впервые, она кажется ему слабой и беззащитной девушкой, ставшей жертвой обстоятельства наличия у неё Ветви Греха. Однако в сражении, которое был вынужден против неё провести и выиграть, он понимает, что это лишь личина бесчувственной стервы с садистскими наклонностями. Один раз преданная собственной матерью, Минацуки никому не доверяет. Даже с братом она ведёт себя грубо. Тем не менее Ганта прощает её и просит «Цепи свободы» помочь Минацуки избежать наказания — те подделывают барабаны игрового автомата, и вместо органов у неё забирают лишь волосы. До выхода на Карнавал Мертвечины один охранник разоблачает её, назвав при Ганте ведьмой Колибри.
Её сильнейшей техникой Ветви Греха является «Крыло Кнута», при которой она рассекает кожу противника сразу в нескольких местах.
- Масару «Чоплин» Сукэгава (яп. チョップリン 助川 Тёппурин Сукэгава) по прозвищу Павлин

Смертник-мужчина, одевающийся как распутная девушка. Гей. Является одной из самых ярких фигур Сектора G и иногда комментирует дуэли на Карнавале Мертвечины. Зачастую появляется в компании Минацуки, вечно голодного толстяка Итадаку «Масу» Кадзуи, и загадочного Хитары, старика, утверждающего, что слышит свою дочь через наушники.
- Хитара (яп. ひたら) по прозвищу Кондор

Смертник, 77-летний старик, заявляющий, что разговаривает с дочерью благодаря технической аппаратуре, покрывающей его глаза и уши. Его Ветвь Греха, «Свеча Кондора», позволяет ему с помощью крови высекать огонь, которым он и сражается.
- Тото Сакигами (яп. 咲神 トト Сакигами Тото) по прозвищу Пересмешник

20 лет. Говорит о себе то в женском, то в мужском роде. Таинственный смертник, чья способность, «Лабиринт Любви», позволяет ему копировать силы Ветви Греха других. Пересмешник — единственный, кто выжил в бою с Красным Человеком на Карнавале Мертвечины за два года до начала основного сюжета. В 52 главе стало ясно, что со Злосчастным Яйцом сражался именно Хагирэ, который убил Пересмешника и забрал его тело себе. У Тото не было родителей, но была старшая сестра, которая погибла во время землетрясения, защищая его. Он называет Мицудзаки Ёсугу своей «старшей сестрой», хотя биологическими родственниками они не являются.

##### «Цепи свободы»
«Цепи свободы» (яп. 自由の鎖 Сука: Тэин, от англ. «Scar Chain») — группа смертников, выступающая за перемену их положения подопытных в «Стране чудес смертников». Их первым лидером стал Наги Кэнгаминэ, а вторым — Карако Косио, обладающая способностью покрывать всё своё тело кровью для защиты от атак.
- Наги Кэнгаминэ (яп. 剣ヶ峰 凪 Кэнгаминэ Наги) по прозвищу Филин

Сэйю — Дайсукэ Оно.
Первый лидер «Цепей свободы». Когда-то он влюбился в девушку-смертника и намеренно уступил ей в битве Карнавала Мертвечины, однако Тамаки за совершённый «подлг» убил её саму. Наги погиб во время исполнения плана по передаче общественности информации о смертниках.

#### Работники тюрьмы
- Цунэнага Тамаки (яп. 玉木 常長 Тамаки Цунэнага)

Сэйю — Дзюнъити Сувабэ
Сначала промоутер, а затем и директор «Страны чудес смертников», должность, которую он получил, долгое время ожидая смерти начальника тюрьмы, Хагирэ. До Великого Токийского землетрясения был хикикомори-геймером. В душе он жестокий садист. Устраивал бои между смертниками и эксперименты над ними ради денежной наживы или же собственного удовлетворения, но также преследовал цель выяснить происхождение Ветви Греха и создать искусственных смертников, что ему в конечном счёте удалось.
По его же признанию, он исполнял роль адвоката Ганты, чтобы скомпрометировать юношу и создать ему образ малолетнего преступника, заслуживающего заточения в «Стране чудес смертников».
Тамаки находится в постоянном контакте с высшими военными чинами Японии. В резком контрасте с жестокостью находится его любовь к детским игрушкам, что свидетельствует о нарушениях в его психике. В манге покончил с собой.
- Макина (яп. マキナ)

Сэйю — Такако Хонда
Шеф-надзиратель тюрьмы. Полное имя — Флюгель Кивако Макина (яп. 蒔名 フリューゲル 季和子 Макина Фурю:гэру Кивако). Обладательница седьмого размера груди. Будучи суровой женщиной, она готова чересчур тяжко карать заключённых за нарушения, которые они допускают. Всегда носит с собой длинный меч, который по необходимости применяет.
Тем не менее действия Тамаки по отношению к смертникам она считает неправильными и со своей стороны пытается это прекратить.

#### Другие
- Могильщики (яп. 墓守 Анда:тэйка:, от англ. Undertakers) — специальный отряд, подчиняющийся непосредственно Тамаки и позиционирующий себя как «анти-смертники».

Состоит из особо опасных преступников, которые не могут быть реабилитированы. Они обладают технологией, позволяющей нейтрализовать любое проявление Ветви Греха, т. н. Червь-пожиратель.
Фактическим лидером группы стал Гэнкаку, называвший себя «Супер Монахом», и носивший за спиной электрическую гитару, в любой момент перестраиваемую в два автомата.
Другим «высокопоставленным» членом группы можно назвать Хибану Дайду, девочку, свихнувшуюся от того, что её мать пытала её за любые мелкие провинности, к примеру подвешивала за воткнутые в кожу крючки. Несмотря на свою миниатюрность она, используя меч, представляет большую опасность для любого противника.
Среди других могильщиков серийный убийца Синагава Дококу, шивший из кожи своих жертв одежду, и мужчина с медвежьей натурой, Гадзути Модзори, убивший троих охотников и девять собак.
- Фальшивки — искусственные смертники, созданные благодаря экспериментам, проводимым Тамаки. Их уникальной способностью является умение создавать кровяных змей, телесный контакт с которыми вызывает у людей быстрорастущую опухоль, которая, если её сразу не вырезать, через несколько минут приводит к смерти.

Чтобы оправдать себя и скрыть правду, Тамаки выдавал зверства Фальшивок за действия смертников, называя тех «бесчеловечными животными». Также по его приказу Фальшивкой стала и Адзами Мидо (яп. 御堂 アザミ Мидо: Адзами), девушка, познакомившаяся с Гантой в его первый день в тюрьме.

## Медиа-издания

### Манга
| № | В Японии | В Японии | В России                                              | В России                                              |
| № | Дата публикации | ISBN | Дата публикации                                       | ISBN                                                  |
| --- | --- | --- | ----------------------------------------------------- | ----------------------------------------------------- |
| 1 | 26 сентября 2007 года | ISBN 4-04-713974-2 | 7 февраля 2019 года                                   | ISBN 978-5-91996-223-6                                |
| - 1. Who Killed Cock Robin? (Кто убил Петуха Робина?) - 2. Rule of rule (Правило правил) - 3. Dying happy Dog race (Собачьи бега счастливых смертников) - 4. SLAYER`S SLAVE (Раб убийцы) | - 1. Who Killed Cock Robin? (Кто убил Петуха Робина?) - 2. Rule of rule (Правило правил) - 3. Dying happy Dog race (Собачьи бега счастливых смертников) - 4. SLAYER`S SLAVE (Раб убийцы)                                                          | - 1. Who Killed Cock Robin? (Кто убил Петуха Робина?) - 2. Rule of rule (Правило правил) - 3. Dying happy Dog race (Собачьи бега счастливых смертников) - 4. SLAYER`S SLAVE (Раб убийцы)                                                          | - Персонажи на обложке: Ганта Игараси, Сиро           | - Персонажи на обложке: Ганта Игараси, Сиро           |
| 1. Ганта Игараси становится свидетелем убийства своих одноклассников неким Красным Человеком, который перед уходом выстреливает в грудь юноши некий магический кристалл. Тем не менее в кровавой резне обвиняют самого Ганту и после вынесения смертного приговора для его ожидания юношу отправляют в необычную тюрьму «Страна чудес смертников», где в первый же день он сталкивается с суровостью жизни за решёткой: наехавшего на него тележкой Ё Таками ранят так сильно, что тот на несколько дней отправляется в медчасть. Вскоре он встречает странноватую Сиро, утверждающую, что знает его с детства. 2. В тюремной столовой Ганта знакомится с доброжелательной девушкой Адзами Мидо. По совету Сиро Ганта решает принять участие в «Собачьих бегах» — соревновании между заключёнными на скорость, где главный приз — 100 000 очков, а минимальный — булочка с повидлом. Из книги для заключённых Ганта узнаёт «Правило смерти»: ошейник каждого приговорённого к смерти вводит в его тело яд, и если раз в три дня не съедать специальный леденец, заключённый умирает. Стоимость одного леденца — как раз 100 000 очков. 3. На «Собачьих бегах» уже с первого испытания гибнут люди. Тюремный «авторитет» Кодзудзи Кодзумаса, желающий за счёт выигрыша приобрести себе новый диван, приказывает другим устранить Ганту, как никогда нацеленного на победу, однако Сиро помогает юноше добраться до следующего этапа — борьбе за мяч на поле, по одной клетке которого каждые 5 секунд исчезает и отправляет находившегося на них заключённого «в полёт» на острейшие иглы. В конце испытания Ганта отвлекается на спасение Сиро, и мяч, которым он бы мог завладеть, но взамен это спас подругу, попадает на иглы и сдувается. Комментатор объявляет, что победителей в игре нет. Шеф Макина отправляет Кодзудзи на год в карцер за нарушения правил. 4. В камеру Ганты приходит Ё Таками, который, хотя Игараси этого не подозревает, был послан к нему Тамаки, членом администрации тюрьмы, как шпион. Чтобы войти в доверие к юноше, Ё дарит ему леденец, который он же ранее незаметно украл при столкновении тележки. Установленный в «Стране чудес смертников» суперкомпьютер «Матушка Гусыня» даёт сбой, и Красный Человек, силу которого он сдерживал, и который, как оказалось, находился на территории тюрьмы, вырывается на свободу. Ганта, встретивший его, использует свою Ветвь Греха, чтобы выстрелить в него. После восстановления системы спецкоманда тюрьмы отправляется на поимку Красного Человека. | | |                                                       |                                                       |
| 2 | 26 декабря 2007 года | ISBN 4-04-715014-2 | 16 июля 2019 года                                     | ISBN 978-5-91996-224-3                                |
| - 5. NECRO MACRO («Некро Макро») - 6. Crow Craw («Коготь Ворона») - 7. CARNIVAL CORPSE («Карнавал мертвечины») - 8. Bloodthirsty Majesty (Кровожадное Величество) | - 5. NECRO MACRO («Некро Макро») - 6. Crow Craw («Коготь Ворона») - 7. CARNIVAL CORPSE («Карнавал мертвечины») - 8. Bloodthirsty Majesty (Кровожадное Величество)                                                                                 | - 5. NECRO MACRO («Некро Макро») - 6. Crow Craw («Коготь Ворона») - 7. CARNIVAL CORPSE («Карнавал мертвечины») - 8. Bloodthirsty Majesty (Кровожадное Величество)                                                                                 | - Персонаж на обложке: Сиро                           | - Персонаж на обложке: Сиро                           |
| 5. В медчасти Ганта слышит разговор двух человек о некоем призраке свихнувшегося парня, запертом в Секторе G, и решает, что они говорят про Красного Человека. Вместе с Сиро и Ё они отправляются туда, чтобы всё разузнать. Спасаясь от посланного за Игараси гигантского робота «Некро Макро», они по вентиляционным шахтам пробираются в Сектор G, где сталкиваются с человеком, также владеющим Ветвью Греха. 6. Ганта ошибочно признаёт в этом человеке, Киёмасе Сэндзю, Красного. Сразу после знакомства их хватает охрана тюрьмы, один из членов которой проговаривается, что в Секторе G «полно людей с Ветвью Греха» и «ради них здесь всё и было организовано после того, как это началось 10 лет назад». Игараси изолируют в Секторе G, где его бывший адвокат Тамаки открывается совсем в другом свете — именно он скомпрометировал юношу чтобы того отправили в тюрьму, и теперь намеревается провести эксперимент-бой между Гантой «Дятлом» и Киёмасой «Вороном», а также заявляет, что согласие на бой принесёт ему не только жизненно важный леденец, но и, возможно, встречу с Красным Человеком, Источником Греха. 7. Ё и Сиро, выпровоженные из Сектора G, пытаются придумать свособ помочь Игараси. На «Карнавале мертвечины» Ганте ценой неимоверных усилий удаётся победить Киёмасу. 8. За победу Ганте вручают желанный леденец и 10 млн очков; в его комнату для знакомства наведываются другие смертники, в числе которых Минацуки, младшая сестра Ё. Киёмасе в качестве «награды» за проигрыш вырывают правый глаз. В то время как согласно плану Ё и Сиро отключается электричество, перестаёт посылать звуковые сигналы и «Матушка Гусыня», из-за чего девушка приходит в неистовство и разрывает нескольких охранников Сектора G на куски. | | |                                                       |                                                       |
| 3 | 26 мая 2008 года | ISBN 4-04-715065-7 | 16 июля 2019 года                                     | ISBN 978-5-91996-226-7                                |
| - 9. Liar Flower (Цветок лжецов) - 10. big BAD bingo (Чудовищная лотерея) - 11. Past Time, Tight End (Взгляд в печальное прошлое) - 12. Scar Chain («Цепи свободы») | - 9. Liar Flower (Цветок лжецов) - 10. big BAD bingo (Чудовищная лотерея) - 11. Past Time, Tight End (Взгляд в печальное прошлое) - 12. Scar Chain («Цепи свободы»)                                                                               | - 9. Liar Flower (Цветок лжецов) - 10. big BAD bingo (Чудовищная лотерея) - 11. Past Time, Tight End (Взгляд в печальное прошлое) - 12. Scar Chain («Цепи свободы»)                                                                               | - Персонажи на обложке: Ё Таками, Минацуки Таками     | - Персонажи на обложке: Ё Таками, Минацуки Таками     |
| 9. Ё обезвреживает одного из охранников и забирает его форму. Ганта ближе знакомится с Минацуки — та, изображая из себя беззащитную девочку, рассказывает ему, как её отец пытался её изнасиловать и она использовала против него Ветвь Греха, но потом узнаёт, что следующая его битва на «Карнавале мертвечины» должна состояться именно с ней, «Колибри». В бою Минацуки открывает своё истинное лицо бесчувственной садистки. Ганта пытается атаковать её, но слышит голос проникшего на арену Ё. 10. Сиро приходит в сознание в присутствии директора тюрьмы, старика, также обладающего Ветвью Греха. Ё рассказывает, что давно понял, что Минацуки осознанно убивает людей, чем вызывает её гнев. Она начинает использовать его тело как щит от атак Ганты, но всё же проигрывает. 11. Ё остаётся в Секторе G. Шеф Макина, не знающая о «Карнавале мертвечины», распоряжается начать активное расследование последних произошедших событий. Тамаки приказывает начать испытания по созданию искусственной Ветви Греха. Старик-директор атакует Сиро, но та убивает его, после чего примеряет свой костюм Красного Человека. 12. Ганту приглашают в «Цепи свободы», группу смертников, пытающих бороться с произволом в тюрьме и возглавляемых Наги «Совой» Кэнгаминэ и двумя его помощниками Косио Карако и Рокуро Бундой. На них нападает Гэнкаку, лидер Могильщиков, но того обезвреживает появившаяся Сиро. | | |                                                       |                                                       |
| 4 | 25 октября 2008 года | ISBN 4-04-715126-2 | 11 июня 2020 года                                     | ISBN 978-5-91996-276-2                                |
| - 13. Cloudy After Sunny (Тучи после солнца) - 14. RING HER BELL (Позвони в её колокольчик) - 15. Man is the Archenemy for man (Человек человеку волк) - 16. Salty Cookies (Солёное печенье) | - 13. Cloudy After Sunny (Тучи после солнца) - 14. RING HER BELL (Позвони в её колокольчик) - 15. Man is the Archenemy for man (Человек человеку волк) - 16. Salty Cookies (Солёное печенье)                                                      | - 13. Cloudy After Sunny (Тучи после солнца) - 14. RING HER BELL (Позвони в её колокольчик) - 15. Man is the Archenemy for man (Человек человеку волк) - 16. Salty Cookies (Солёное печенье)                                                      | - Персонажи на обложке: Гэнкаку, Хибана Дайда         | - Персонажи на обложке: Гэнкаку, Хибана Дайда         |
| 13. Ганта знакомится с членами «Цепей свободы». Тамаки принимает на себя обязанности главы «Страны чудес смертников». 14. Карако рассказывает Ганте о плане передать во время визита в тюрьму инспекционной комиссии одному из её членов чип с информацией о смертниках и их положении в тюрьме. Несколько групп заговорщиков одновременно начинают атаку на охранников. Наги попадает в ловушку: как оказалось, Рокуро состоит в сговоре с Могильщиками, одна из которых, Хибана Дайда, и нападает на него. 15. Борясь с Дайдой, Наги удаётся выполнить свою часть задания — запустить лифт, на котором группа Ганты поднимается на уровень выше, где их встречают Могильщики, которые, однако, вскоре покидают это место. Воспользовавшись радиоустройством, Наги предупреждает находившуюся в Секторе G Сиро о том, что чип, подготовленный Рокуро, опасен, и девушка, найдя группу Ганты, уничтожает его. 16. Члены «Цепей свободы» возвращаются в Сектор G ни с чем. Однако Карако предлагает изготовить новые чипы и заново попробовать их передать. Захваченному Наги Могильщики предлагают стать одним из них. Шеф Макина незаметно для них самих становится свидетелем разговора Тамаки и высокопоставленного военного по поводу синтеза искусственного «Безымянного Червя», источника силы смертников. В Сектор G врывается несколько Могилльщиков и Рокуро, который рассказывает, что именно он установил в чип бомбу, и что они будут убивать смертников по одному, пока Наги не согласится на предложение. | | |                                                       |                                                       |
| 5 | 25 апреля 2009 года | ISBN 4-04-715207-2 | 24 сентября 2020 года                                 | ISBN 978-5-91996-284-7                                |
| - 17. LOSER`S ANSWER (Ответ проигравшего) - 18. Chain Gang (Скованные одной цепью) - 19. Bloody rainy day (Кровавый дождливый день) - 20. Relief to Nirvana (Отправляйся в нирвану) - 21. Ghost in the Sun (Призрак на солнце) | - 17. LOSER`S ANSWER (Ответ проигравшего) - 18. Chain Gang (Скованные одной цепью) - 19. Bloody rainy day (Кровавый дождливый день) - 20. Relief to Nirvana (Отправляйся в нирвану) - 21. Ghost in the Sun (Призрак на солнце)                    | - 17. LOSER`S ANSWER (Ответ проигравшего) - 18. Chain Gang (Скованные одной цепью) - 19. Bloody rainy day (Кровавый дождливый день) - 20. Relief to Nirvana (Отправляйся в нирвану) - 21. Ghost in the Sun (Призрак на солнце)                    | - Персонажи на обложке: Наги Кэнгаминэ, Карако Косио  | - Персонажи на обложке: Наги Кэнгаминэ, Карако Косио  |
| 17. Появление Киёмасы позволяет смертникам одержать победу над несколькими Могильщиками. После этого Ганта просит Ворона, с которым сдружился, чтобы тот обучил его искусству владения Ветвью Греха. 18. Карако, как временный лидер «Цепей свободы», решает совместить план передачи новых чипов с освобождением Наги, однако во время разведывательной операции её и случайно оказавшуюся рядом Сиро схватывают Могильщики. Участники «Цепей свободы», в том числе Ганта, узнавшие об этом, отправляются на их спасение. 19. Участники «Цепей свободы» вступают в бой с Могильщиками. 20. Вставка воспоминаний о прошлом Гэнкаку. Во время битвы со смертниками он смертельно ранит Наги. 21. Ганте с помощью Сверхзвуковой Пушки удаётся убить Гэнкаку. «Цепям свободы» удаётся передать чип с информацией. Хибану убивает таинственный смертник Тото Сакигами. | | |                                                       |                                                       |
| 6 | 26 августа 2009 года | ISBN 4-04-715279-X | 24 сентября 2020 года                                 | ISBN 978-5-91996-279-3                                |
| - 22. Tongue and every day (Язык и повседневность) - 23. THE FAKE FACE (Фальшивое лицо) - 24. Anger Song, Under Peace (Песнь злости во время перемирия) - 25. Failure Firing (Очечка) - 26. BLUE SKY with BLUE DEVILS (Синие демоны в синем небе) | - 22. Tongue and every day (Язык и повседневность) - 23. THE FAKE FACE (Фальшивое лицо) - 24. Anger Song, Under Peace (Песнь злости во время перемирия) - 25. Failure Firing (Очечка) - 26. BLUE SKY with BLUE DEVILS (Синие демоны в синем небе) | - 22. Tongue and every day (Язык и повседневность) - 23. THE FAKE FACE (Фальшивое лицо) - 24. Anger Song, Under Peace (Песнь злости во время перемирия) - 25. Failure Firing (Очечка) - 26. BLUE SKY with BLUE DEVILS (Синие демоны в синем небе) | - Персонаж на обложке: Адзами Мидо                    | - Персонаж на обложке: Адзами Мидо                    |
| 22. По телевидению Японии проходит репортаж о смертниках с кадрами реальных боёв. Исхудавшего Ганту возвращают в Сектор G после недельного пребывания в карцере. Шеф Макина, обнаружившая секретные документы по созданию из заключённых искусственных смертников, призывает к сотрудничеству одну из тех, кто в них значился, Адзами Мидо, и даёт ей часы, с помощью которых может вычислить её местоположение. В то же время медсестра, подконтрольная Тамаки, вводит в тела некоторых заключённых искусственного «Безымянного Червя». 23. Сектор G был открыт, и смертники получили возможность временно его покидать, однако другие заключённые, узнав про их силы, стали негативно к ним относиться. Ганта снова встречается с Адзами. Тамаки выступает со специальным обращением по телевидению и заявляет, что смертники — это якобы машины-убийцы, и именно поэтому они находятся в зверских условиях, а информация о них скрывалась, чтобы не шокировать общественность. В качестве подтверждения своих слов он демонстрирует плёнку, на которой некий человек в маске жестоко убивает другого человека, однако смертники понимают, что это — Фальшивка, использующая искусственную Ветвь Греха. По часам на руке Фальшивки Ганта понимает, что за маской скрывается Адзами. 24. В Сектор G приходит давно там не появлявшийся Тото «Пересмешник» Сакигами, смертник, умеющий копировать способности чужих Ветвей Греха; другие смертники празднуют его возвращение. На следующее утро они получают оскорбительное приглашение на арену, где вступают в бой с Фальшивками. Трансляция поединка впервые проходит в открытом режиме. 25. Когда перевес смертников в бою стал существенным, в Ганте проснулась тревога за жизнь борющейся против него Адзами, и «Безымянный Червь» в его груди произвёл сильнейший взрыв, покалечивший его соратников по Сектору G. 26. За жалость к Адзами Ганта становится практически изгоем среди смертников. Фактически оставшись другом только Сиро, он замечает, что девушка тоже обладает Ветвью Греха. В итоге свою злость он вымещает на ней, чем очень её обижает. | | |                                                       |                                                       |
| 7 | 26 января 2010 года | ISBN 4-04-715365-6 | 3 октября 2020 года                                   | ISBN 978-5-91996-315-8                                |
| - 27. All right All night (В порядке всю ночь) - 28. Mask or Mind (Маска или сознание) - 29. Never Say never again (Никогда не говори «никогда») - 30-31. Stupendous Stupid (Глупее всех глупцов) | - 27. All right All night (В порядке всю ночь) - 28. Mask or Mind (Маска или сознание) - 29. Never Say never again (Никогда не говори «никогда») - 30-31. Stupendous Stupid (Глупее всех глупцов)                                                 | - 27. All right All night (В порядке всю ночь) - 28. Mask or Mind (Маска или сознание) - 29. Never Say never again (Никогда не говори «никогда») - 30-31. Stupendous Stupid (Глупее всех глупцов)                                                 | - Персонаж на обложке: шеф Макина                     | - Персонаж на обложке: шеф Макина                     |
| 27. Шеф Макина обнаруживает, что искусственных смертников контролируют с помощью их масок. Ганта пытается отыскать Адзами в женском блоке тюрьмы, но его хватают охранники. От шефа Макины он узнаёт, что она считает настоящим убийцей не смертников, а Тамаки. Воспользовавшись Ветвью Греха, Ганте удаётся освободиться и захватить навигатор с информацией о вычисленном местоположении Фальшивок. По пути он сталкивается с Адзами в маске. 28. Ганта начинает сражение с Адзами, но, сорвав с неё маску и воззвав к добрым чувствам, он приводит девушку в адекватное сознание. Однако после этого их окружают охрана и Фальшивки с приказом захватить Ганту живым. 29. По просьбе Макины в тюрьму приезжают трое её бывших сослуживцев: Кайдо Эко, Тораити Касима и Бомбу, которые, по плану офицера, составят с ней спецсилы «Страны чудес смертников». Пойманному Ганте Тамаки заявляет, что у них общая цель — убийство Красного Человека, для чего Тамаки и проводит эксперименты над смертниками, планируя вырастить наиболее сильного и готового к сражению с ним. По его же словам, ранее Ганта жил в «Стране чудес смертников», а его мать руководила экспериментами по увеличению иммунных способностей человека, в результате чего и появился Красный человек. Адзами, которой удалось скрыться, просит у смертников помощи в вызволении Ганты, однако все отказываются; на помощь ей приходит только Сиро, и вдвоём они отправляются на поиски юноши. Но вскоре смертники изменяют своё мнение и отправляются к Макине, чтобы поговорить с ней. 30-31. Макина увольняет всех своих подчинённых и заявляет, что вместе со спецкомандой положит правлению Тамаки конец, пусть даже ей придётся преступить ради этого закон. Над Гантой начинают проводить эксперименты с целью увеличения его способностей смертника. Парня освобождают Адзами, Сиро и пришедшая на помощь Макина. По её наставлению троица отправляется на поиски контрольного устройства, которое способно отключить маски, контролирующие Фальшивок. Там на них нападает троица «идеальных Фальшивок», однако им на помощь приходят другие смертники. | | |                                                       |                                                       |
| 8 | 26 августа 2010 года | ISBN 978-4-04-715506-0 | 16 ноября 2020 года                                   | ISBN 978-5-91996-324-0                                |
| - 32. Dog-eat-dDog (Пёс пожирает пса) - 33. Beaming beauty-badass (Изящная красавица надерёт вам зад) - 34. Bare Fire (Открытое пламя) - 35. Dice with Death (Игра в кости со смертью) - 36. BYE BYE BABY (Прощай, дитя) | - 32. Dog-eat-dDog (Пёс пожирает пса) - 33. Beaming beauty-badass (Изящная красавица надерёт вам зад) - 34. Bare Fire (Открытое пламя) - 35. Dice with Death (Игра в кости со смертью) - 36. BYE BYE BABY (Прощай, дитя)                          | - 32. Dog-eat-dDog (Пёс пожирает пса) - 33. Beaming beauty-badass (Изящная красавица надерёт вам зад) - 34. Bare Fire (Открытое пламя) - 35. Dice with Death (Игра в кости со смертью) - 36. BYE BYE BABY (Прощай, дитя)                          | - Персонаж на обложке: Киёмаса Сэндзи                 | - Персонаж на обложке: Киёмаса Сэндзи                 |
| 32. Ганта, Адзами и Сиро отправляются вперёд, а Киёмаса, Хитара, а также Минацуки с Масару остаются сражаться с идеальными Фальшивками (против каждого встают Икадзути Акацуки, Итти и Хадзимэ Микава и Удзумэ Сумэраги соответственно). 33. Сумэраги воздействует на Минацуки и Масару галлюциногенами, пытаясь заставить их сражаться друг с другом, однако вдвоём они преодолевают действия наркотика и совместной атакой побеждают её. 34. Хитаре удаётся сжечь заживо братьев Микава. Перед этим он вспоминает, как в огне погибла его дочь. 35. Акацуки рассказывает, что он был одним из тех, кто убил коллег Киёмасы во время его службы в полиции. В результате битвы Сэндзи разрубает его пополам. 36. На Ганту, Адзами и Сиро нападает ещё одна идеальная Фальшивка — Сисито Мадока. Совместными усилиями Ганте и Сиро удаётся его убить, они признаются друг другу в любви. К тому времени контрольное устройство уже оказалось в руках Тамаки; Макина пересылает союзникам данные о его предполагаемом местоположении, и Ганта отправляется туда один. Пересмешник, съевший органы двадцати смертников и приобретший их силы, отправляется за Сиро. | | |                                                       |                                                       |
| 9 | 26 марта 2011 года | ISBN 978-4-04-715652-4 | 16 ноября 2020 года                                   | ISBN 978-5-91996-322-6                                |
| - 37. Beast Fist (Кулак зверя) - 38. END GAME-A FLAME (Пламя финальной игры) - 39. Despotic Despair (Деспотическое отчаяние) - 40. The Beginning of The ending (Начало Конца) | - 37. Beast Fist (Кулак зверя) - 38. END GAME-A FLAME (Пламя финальной игры) - 39. Despotic Despair (Деспотическое отчаяние) - 40. The Beginning of The ending (Начало Конца)                                                                     | - 37. Beast Fist (Кулак зверя) - 38. END GAME-A FLAME (Пламя финальной игры) - 39. Despotic Despair (Деспотическое отчаяние) - 40. The Beginning of The ending (Начало Конца)                                                                     | - Персонаж на обложке: Сакигами Тото                  | - Персонаж на обложке: Сакигами Тото                  |
| 37. В Сиро пробуждается Красный Человек. Адзами безуспешно пытается атаковать её. Тамаки выпускает на волю новых Фальшивок. По приказу Макины сектор G начинают взрывать. Её отряд находит Тамаки. 38. Тамаки рассказывает, что причиной землетрясения, десятью годами ранее почти разрушившего Токио, стал эксперимент, проведённый в Национальном центре здоровья и медицины над первым смертником — Красным человеком, «Злосчастным яйцом». Внезапно появляется Тото Сакигами, который приводит за собой и Сиро в костюме Красного Человека. Фальшивки Тамаки и подчинённые Макины безуспешно пытаются её убить. Тото заявляет, что он — директор «Страны чудес смертников» Ринитиро Хагирэ. 39. Осознавший, что его использовали как куклу, Тамаки кончает жизнь самоубийством. До места действия добирается Ганта и первым делом видит в руке Красного человека голову Адзами; атакуя его, Ганта срывает маску и видит, что под ней скрывается Сиро. После этого Красный человек и Тото вместе с двумя помощниками скрываются в неизвестном направлении. В тюрьме же заканчивается активная фаза спасательной операции, начинается подсчёт убитых и раненых. 40. «Страну чудес смертников» временно закрывают, заключённых переводят в другие тюрьмы. Дело Ганты пересматривают, и его признают невиновным, также отпускают на свободу Ё Таками, Киёмасу и Хитару. По делу о тюрьме даёт свои показания Макина. На разведывательный отряд, посланный в «Страну чудес смертников» для сбора сведений, нападают Тото и Сиро. Они убивают весь отряд. В тот же день в Токио происходит новое землетрясение. | | |                                                       |                                                       |
| 10 | 26 мая 2011 года | ISBN 978-4-04-715699-9 | 3 февраля 2021 года                                   | ISBN 978-5-91996-323-3                                |
| - 41. Freedom or Martyrdom (Свобода или мученичество) - 42. Kill my Will (убей мою волю) - 43. STORM CENTER (Центр шторма) - 44. Faced with fate (Лицом к лицу с судьбой) | - 41. Freedom or Martyrdom (Свобода или мученичество) - 42. Kill my Will (убей мою волю) - 43. STORM CENTER (Центр шторма) - 44. Faced with fate (Лицом к лицу с судьбой)                                                                         | - 41. Freedom or Martyrdom (Свобода или мученичество) - 42. Kill my Will (убей мою волю) - 43. STORM CENTER (Центр шторма) - 44. Faced with fate (Лицом к лицу с судьбой)                                                                         | - Персонаж на обложке: Сиро                           | - Персонаж на обложке: Сиро                           |
| 41. Макина вместе с Карако устраивают собрание смертников, на котором призывают их вернуться в «Страну чудес смертников», чтобы положить всему конец. 42. Все согласившиеся на операцию смертники вместе с Макиной и сопровождающей командой добираются на подводной лодке до тюрьмы. Там они сразу подвергаются нападению Сиро. Ганта безуспешно предпринимает попытку её убить. 43. Сиро скрывается в недрах здания тюрьмы. Макина объявляет, что их цель — увеличение мощности работы системы «Матушка Гусыня», что позволит погрузить Злосчастное яйцо в анабиоз. Смертники разделяются на группы по 3 человека с целью поиска ключа для запуска этого механизма. Вместе с одним из блоков («Певчих коробов») приносят дневник матери Ганты, герои начинают его читать. 44. Воспоминания о дне рождения Ганты. На команду Ганты (он, Киёмаса Сэндзи и Ёсуга Мицудзаки, старшая сестра Тото) нападает Пересмешник. Он быстро обезвреживает Ворона и Ёсугу, и чтобы сохранить жизнь Киёмасе, Ганта соглашается идти с ним. | | |                                                       |                                                       |
| 11 | 26 сентября 2011 года | ISBN 978-4-04-715802-3 | 16 февраля 2021 года                                  | ISBN 978-5-91996-325-7                                |
| - 45. Past-the Passion (Тайны прошлого) - 46. Whacked Wicked (Чокнутый мерзавец) - 47. Sing a Sin (Песня о грехе) - 48. Aboveground Abortive flower (Роковой росток) | - 45. Past-the Passion (Тайны прошлого) - 46. Whacked Wicked (Чокнутый мерзавец) - 47. Sing a Sin (Песня о грехе) - 48. Aboveground Abortive flower (Роковой росток)                                                                              | - 45. Past-the Passion (Тайны прошлого) - 46. Whacked Wicked (Чокнутый мерзавец) - 47. Sing a Sin (Песня о грехе) - 48. Aboveground Abortive flower (Роковой росток)                                                                              | - Персонажи на обложке: Ганта и Сора Игараси, Сиро    | - Персонажи на обложке: Ганта и Сора Игараси, Сиро    |
| 45.Ганту заковали в кандалы. Сиро приходит к нему извиниться. Хагирэ рассказывает, как и зачем меняет тела. Он собирается перейти в тело Ганты и начинает этот процесс с помощью Ветвей Греха своих помощников. Показаны воспоминания Хагирэ во время экспериментов над Сиро. Он приказывает матери Ганты вводить девочке всё новые и новые вирусы. Рождается Злосчастное яйцо. Чтобы справиться с болью, Сиро придумывает вторую личность. 46. Продолжение дневника. Первое явление Ветви Греха. Над Сиро ставят всё больше опытов. После огромного количества кровопусканий она начинает быстро регенерировать, что приводит в восторг Хагирэ. 47. На заднем плане песня про дятла. Маленькую Сиро попросили убить овечку. Она вырвалась и убила всех учёных в комнате. Увидевший это Ганта испугался и убежал. Он забывает Сиро и всё, что с ней связано. Но Хагирэ пробуждает эти воспоминания. Приходит Ворон, который прерывает перенос воспоминаний Хагирэ. Начинается бой, Ворон помогает Ганте сбежать и завязывает бой с Хагирэ и его подручными. 48. Ворон убивает подручных Хагирэ, но получает тяжёлые раны. Из последних сил он пытается атаковать, но его блокируют близнецы. Хагирэ убивает своих подручных и отрубает руку Ворону. Прибегает Ганта и спасает друга от смерти. | | |                                                       |                                                       |
| 12 | 25 мая 2013 года | ISBN 978-4-04-120730-7 | 16 февраля 2021 года                                  | ISBN 978-5-91996-328-8                                |
| - 49. Head to head (Лоб в лоб) - 50. Toygun&Toytown trust (Детский пистолет & вера в игрушечном городке) - 51. Die in a Diamond (Погибнуть в бриллианте) - 52. Haggard absurd (Жестокий абсурд | - 49. Head to head (Лоб в лоб) - 50. Toygun&Toytown trust (Детский пистолет & вера в игрушечном городке) - 51. Die in a Diamond (Погибнуть в бриллианте) - 52. Haggard absurd (Жестокий абсурд                                                    | - 49. Head to head (Лоб в лоб) - 50. Toygun&Toytown trust (Детский пистолет & вера в игрушечном городке) - 51. Die in a Diamond (Погибнуть в бриллианте) - 52. Haggard absurd (Жестокий абсурд                                                    | - Персонаж на обложке: Ёсуга Мицудзаки, Тото Сакигами | - Персонаж на обложке: Ёсуга Мицудзаки, Тото Сакигами |
| 49. Другие команды бегут на помощь Ганте. Бой Ворона и Ганты против Хагирэ переместился на крышу. Ворон отвлекает Пересмешника, а Ганта атакует своей сильнейшей способностью. 50. Пересмешнику пробивает грудь, отрубает руку и ногу и скидывает с крыши. Сестра Тото находит его и перевязывает. Она вспоминает, как с ним познакомилась. Ворона и Ганту начинают лечить. Ветвь Греха Ганты прогрессирует и начинает разрастаться по телу. 51. Ганта рассказывает остальным, как активировать Матушку Гусыню и что его способность — ключ к ней. Остальным же рассказали, что если Ганта будет и дальше использовать Ветвь Греха, то умрёт. 52. Все команды пришли к Матушке Гусыне. Ганта открывает систему управления своей способностью. Появляется Хагирэ и, отбросив всех, подходит к системе управления. Пересмешник рассказывает Ганте правду о его матери. Все вновь атакуют. | | |                                                       |                                                       |
| 13 | 22 августа 2013 года | ISBN 978-4-04-120777-2 | 6 марта 2021 года                                     | ISBN 978-5-91996-331-8                                |
| - 53. Love phobe (Страх любви) - 54. The shut-up reason (Причина заткнуться) - 55. A foolish wish (Глупое желание) - 56. LAST DANCE (ПОСЛЕДНИЙ ТАНЕЦ) - 57. But parade will go on (Но парад продолжится) | - 53. Love phobe (Страх любви) - 54. The shut-up reason (Причина заткнуться) - 55. A foolish wish (Глупое желание) - 56. LAST DANCE (ПОСЛЕДНИЙ ТАНЕЦ) - 57. But parade will go on (Но парад продолжится)                                          | - 53. Love phobe (Страх любви) - 54. The shut-up reason (Причина заткнуться) - 55. A foolish wish (Глупое желание) - 56. LAST DANCE (ПОСЛЕДНИЙ ТАНЕЦ) - 57. But parade will go on (Но парад продолжится)                                          | - Персонаж на обложке: Ганта Игараси, Сиро            | - Персонаж на обложке: Ганта Игараси, Сиро            |
| 53. Ё Таками Пожирателем Червя разрубает щит сестры Пересмешника, давая всем шанс на атаку. Хагирэ почти убит. Появляется Сиро и выключает Матушку Гусыню, забрав свою плоть из машины. 54. Злосчастное яйцо сбросило оковы. Остров почти разрушен. Подводная лодка подплывает, чтобы всех эвакуировать. Сиро вспоминает, что её сообщил Хагирэ. Ганту родили специально для эксперимента. Но его мать отказалась и привела на его замену младенца-альбиноса. Ганта и Сиро катаются на колесе обозрения. 55. Сиро рассказывает, что преодолела свой предел по силе, чтобы умереть, но выжила и устроила землетрясение. После этого мать Ганты создала Матушку Гусыню. 56. Битва Сиро и Ганты. «Страна чудес смертников» разрушается. Ганта специально стреляет мимо Сиро, объясняется ей в любви, и они обнимаются. Безымянные Черви разрушаются у обоих. Большой взрыв. 57. Рассказывается, кто как устроил жизнь. Учитель, медсестра, солдат, актёр, студенты, альпинист-инвалид, школьник, что каждый день бежит проведать девочку-альбиноса в больницу. Однажды она выходит из комы и предлагает ему послушать продолжение песни про дятла. | | |                                                       |                                                       |

### Аниме-сериал
30 июля 2009 года было объявлено о том, что производству аниме-сериала дан зелёный свет. Созданием занималась студия Manglobe, трансляция сериала прошла в апреле-июле 2011 года. Открывающую композицию «One Reason» исполняет fade, закрывающую «Shiny Shiny» — NIRGILIS.
Сериал пользовался популярностью в Европе и США (дистрибьютором выступили FUNimation), однако в Японии на 2011 год продалось меньше 325 копий из тысячного тиража.
| № серии | Название серии                                                                                    | Трансляция в Японии |
| ------- | ------------------------------------------------------------------------------------------------- | ------------------- |
| 1       | Death row «Сикэйсю:» (死刑囚)                                                                     | 16 апреля 2011 года |
| 2       | Antidote (Candy) «Гэдокудзай (Кянди)» (解毒剤 (キャンディ))                                       | 23 апреля 2011 года |
| 3       | G Block «Дзи: то:» (Ｇ棟)                                                                         | 30 апреля 2011 года |
| 4       | Crow Crow «Куро: Куро:» (クロウ・クロウ)                                                          | 7 мая 2011 года     |
| 5       | Carrion Festival (Corpse Carnival) «Синикусай (Ка:нибару ко:пусу)» (死肉祭(カーニバル・コープス)) | 14 мая 2011 года    |
| 6       | Hummingbird «Хамингу ба:до» (ハミング・バード)                                                    | 21 мая 2011 года    |
| 7       | Original Sin (Wretched Egg) «Гэндзай (Рэттидо эггу)» (原罪(レチッド・エッグ))                     | 28 мая 2011 года    |
| 8       | Chains of Freedom (Scar Chain) «Дзию: но кусари (Сука: тэйн)» (自由の鎖(スカーチェイン))          | 4 июня 2011 года    |
| 9       | Pro-oxidant (Worm Eater) «Санка сокусин дзай (Ва:му и:та:)» (酸化促進剤(ワームイーター))          | 11 июня 2011 года   |
| 10      | Caretaker (Undertaker) «Хакамори (Анда:тэйка:)» (墓守(アンダーテイカー))                          | 18 июня 2011 года   |
| 11      | GIG of Despair «Дзэцубо: но гиггу» (絶望のGIG)                                                    | 25 июня 2011 года   |
| 12      | Relief (Grateful Dead) «Кю:сай (Гурэйтофуру дэддо)» (救済(グレイトフルデッド))                    | 2 июля 2011 года    |